# 3 Pegasi
3 Pegasi är en vit stjärna i huvudserien i stjärnbilden Pegasus.
3 Pegasi har visuell magnitud +6,18 och är svagt synlig för blotta ögat vid god seeing. Den befinner sig på ett avstånd av ungefär 180 ljusår.